# Hnisdytschiw
Hnisdytschiw (ukrainisch Гніздичів; russisch Гнездычев Gnesdytschew, polnisch Hnizdyczów) ist eine Siedlung städtischen Typs im Rajon Stryj der Oblast Lwiw im Westen der Ukraine mit etwa 3800 Einwohnern.

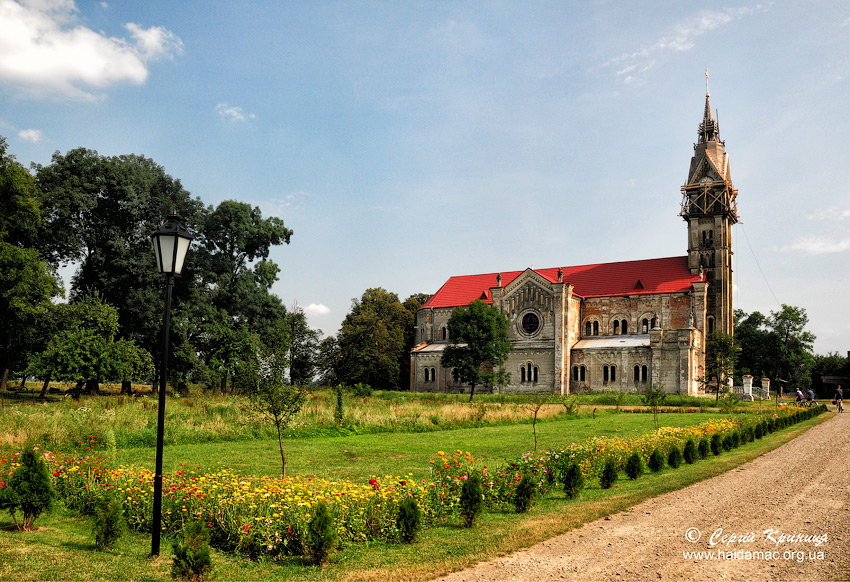
Wallfahrtskirche im Ort

Die Siedlung ist 65 Kilometer südlich von Lwiw und 4 Kilometer südlich der ehemaligen Rajonshauptstadt Schydatschiw am Stryj gelegen.
Der Ort wurde 1646 zum ersten Mal schriftlich erwähnt, lag zunächst in Polen, kam 1772 als Hnizdyczów zum österreichischen Galizien und war ab 1918 bis 1939 ein Teil der Polnischen Republik (im Powiat Żydaczów, Woiwodschaft Lwów). Nach dem Ende des Zweiten Weltkrieges fiel der Ort an die Sowjetunion, seit 1991 ist er Teil der heutigen Ukraine. 1957 erhielt das nunmehr Gnesdytschew/Hnisdytschiw genannte Dorf den Status einer Siedlung städtischen Typs.
Im ehemaligen Dorf Kochawina, heute ein Teil der Siedlung, kam es Mitte des 17. Jahrhunderts zu einer Erscheinung der Muttergottes von Kochawina, ein daraufhin eingerichtetes Karmeliterkloster wurde 1789 säkularisiert. Die heute noch bestehende Wallfahrtskirche wurde 1894 erbaut.
1899 wurde südlich des Ortes ein Bahnhof an der heutigen Bahnstrecke Stryj–Ternopil eröffnet.
Am 9. August 2015 wurde die Siedlung zum Zentrum der neu gegründeten Siedlungsgemeinde Hnisdytschiw (Гніздичівська селищна громада/Hnisdytschiwska selyschtschna hromada), zu dieser zählen auch noch die 5 Dörfer Hanniwzi, Koroliwka, Liwtschyzi, Pokriwzi und Ruda, bis dahin bildete es zusammen mit den Dörfern Koroliwka und Pokriwzi die gleichnamige Siedlungsratsgemeinde.
Am 12. Juni 2020 kamen noch die 7 Dörfer Dunajez, Korneliwka, Machlynez, Nowe Selo, Oblasnyzja, Schyriwske und Wolja-Oblasnyzka hinzu, die bis dahin bestehende Zugehörigkeit zum Rajon Schydatschiw wurde aufgelöst und die Siedlungsgemeinde wurde ein Teil des Rajons Stryj.
Folgende Orte sind neben dem Hauptort Hnisdytschiw Teil der Gemeinde:
| Name                     | Name             | Name                                  | Name            |
| ukrainisch transkribiert | ukrainisch       | russisch                              | polnisch        |
| ------------------------ | ---------------- | ------------------------------------- | --------------- |
| Dunajez                  | Дунаєць          | Дунаец                                | Dunajec         |
| Hanniwzi                 | Ганнівці         | Анновцы (Annowzy)                     | Hanowce         |
| Korneliwka               | Корнелівка       | Корнелевка (Kornelowka)               | Kornelówka      |
| Koroliwka                | Королівка        | Королёвка (Koroljowka)                | Karolówka       |
| Liwtschyzi               | Лівчиці          | Ливчицы (Liwtschizy)                  | Łowczyce        |
| Machlynez                | Махлинець        | Махлинец (Machlinez)                  | Machliniec      |
| Nowe Selo                | Нове Село        | Новое Село (Nowoje Selo)              | Nowe Sioło      |
| Oblasnyzja               | Облазниця        | Облазница (Oblasniza)                 | Obłaźnica       |
| Pokriwzi                 | Покрівці         | Покровцы (Pokrowzy)                   | Pokrowce        |
| Ruda                     | Руда             | Руда                                  | Ruda            |
| Schyriwske               | Жирівське        | Жировское (Schirowskoje)              | Żyrawa          |
| Wolja-Oblasnyzka         | Воля-Облазницька | Воля-Облазницкая (Wolja-Oblasnizkaja) | Wola Obłaźnicka |